# الطريق السريع (فلم 2014)
الطريق السريع (بالإنجليزية: Highway) هو فيلم هندي من تاليف واخراج امتياز علي وانتاج شركة ساجد نديواللا ولعب دور البطولة كل من المبدعة عليا بهات بدور فيرا والممثل رانديب هوندا بدور مهابير عرض الفيلم لأول مرة في مهرجان برلين السينمائي الدولي في 13 فبراير 2014، ثم عرض في باقي ارجاء العالم في 21 من الشهر والسنه نفسها.

## القصة
تبدا القصة عشية زفاف فيرا تريباتي ابنة رجل الأعمال الثري عندما كانت في محطة الوقود مع خطيبها على الطريق السريع اختطفت من قبل عصابة وهنا كانت بداية القصة. وأصاب العصابة الفزع عند معرفة والدها وأن لديه نفوذ لكن ذلك لم يمنع مهابير أحد افراد لعصابة من الحصول على المال اما من خلال الفدية أو بيعها. ونلاحظ تنقلهم من مكان إلى آخر لتجنب تتبع الشرطة لهم. مع مرور الايام فيرا وجدت السلام والحياة التي ارادتها في عبوديتها وعندما بحثت الشرطة عنها في حافلت مهابير قامت فيرا المندهشة من فعلتها بالاختباء. ووثقت بمهابير نتيجة طفولتها المضطربة واخبرته عن منزلها وعن تحرش عمها بها الأمر الذي تم التكتم عليه من قبل والدتها وفي نهاية حديثها اخبرته بأنها لا تريد العودة إلى المنزل وانها تريد البقاء معه ومع مرور الأيام اختفى غضب مهابير وقرر اطلاق سراحها لكنها رفضت ولي يسع مهابير سوى الاعتناء بها واخذها إلى منزل احلامها في الجبال وفي صباح اليوم التالي وعندما خرجت فيرا لاستنشاق الهواء جلست على صخرة وسمعت صوت اطلاق النار التفتت إلى الخلف واذا بالشرطة اسفل التل ومهابير ساقط ميت. ونتيجة للصدمة من موت مهابير والشجاعة التي حصلت عليها خلال رحلتها اخبرت والدها بالحقيقة وأنها لاتريد العيش معهم انها تريد العيش في الجبال والعمل في مصنع هناك كانت الخاتمة وقوف فيرا على الجبال والنظر إليها ثم إلى السماء ثم اغمضت عينيها لاستذكار رحلتها وعشيقها مهابير.

## الموسيقى
ويتكون الالبوم الموسيقي للفيلم من تسع أغاني كتبها AR الرحمن. ثمانية منها وزعها ارشد كامل وواحدة من قبل السيدة كاش وكريسي. في البداية، كانت المخططات الأساسية هي الفيلم وليس الأغاني. غنى أغنية " Maahi VE " AR الرحمن و"Patakha Guddi (أنثى)" تغنى بها الأختان نوران (جيوتي وسلطانة نوران). وكان ألبوم الموسيقى التصويرية كامل في 24 كانون الثاني 2014. وظهر لأول مرة في المركز الأول في الهند وكانت أغنية" Maahi VE " تتصدر الرسم البياني الأول.

## الترويج
بدأ التسويق من نوفمبر 2013 حيث تم الإعلان عن سلسلة من لقطات ما وراء الكواليس. وكانت الحلقة تحت عنوان «يوميات الطريق السريع» في بوليوود.
وفي 30 يناير 2014، روجت علياء بهات للفيلم على مجموعات من الرقص الهندي. وفي 13 فبراير 2014، رانديب هوندا، عليا بهات، امتيازعلي، AR الرحمن ومدير ديزني UTV ادلى ظهور لهم في Cineworld في فيلثام للترويج للفيلم، فضلاً عن العرض الدولي الأول في مهرجان ال64 برلين السينمائي الدولي. امتياز علي وعلياء بهات ذهبوا للترويج للفيلم في حفل أقيم في تاج ويست إند، بنجلور الثنائي اليا بهات ورانيب هوندا وامتياز علي ظهروا في عرض كوميدي مع كابيل للترويج للفيلم، وكان الممثل رانبير. وصل إلى استوديوهات مدينة السينما حيث انتقل امتياز علي وعلياء بهات رحلة حولها في الشاحنة، وكان الحديث عن الفيلم. تم تصوير هذا النشاط للترويج للفيلم لصالح القناة الإخبارية تايمز ناو.

## إطلاق الفيلم
حدد في البداية موعد إطلاق الفيلم في 12 ديسمبر 2013، ثم تم غير موعد إطلاق الفيلم إلى 21 فبراير 2014. وأطلق مختصر للفيلم يوم 16 ديسمبر 2013 وفي 20 فبراير 2014، وهو اليوم الذي يسبق عرض الفيلم، وكان الفيلم في عرض خاص حضره بوجا بهات، ماهيش بهات، امتياز علي، Shazahn Padamsee، موكيش بهات، بوشان كومار، وريخا في سينما PVR في مومباي. وبغض النظر عن المدعوين من الضيوف، والنقاد وكانت دعوة خاصة للكشف عن الفيلم.

## شباك التذاكر

### الهند
أطلق الفيلم في أكثر من 700 عرض في جميع أنحاء الهند. معظمها في السينمائية. لقد بدأت ببطء مع إشغال 20-25٪ في المسارح لكنه اكتسب قوة دفع فيما بعد خلال المساء في السينما في المدن الكبرى مثل دلهي ومومباي وجورجاون، وبنغالور جمع 32500000 ₹ (US $ 490,000) - 35 مليون ₹ (US $ 520,000). وكانت المجموعات في اليوم الثاني حوالي 40 مليون ₹ (US $ 600,000) - مليون ₹ 42.5 (US 630,000 $) مع نمو في الساحة مثل دلهي NCR، شرق البنجاب وراجستان وفي اليوم الرابع إضافة ل الإفراج، الفيلم حقق نحو 25 مليون ₹ (US 370,000 $) اتخاذ صاف مجموعه الأربعة أيام إلى ₹ 155 مليون (2.3 مليون الولايات المتحدة $). وكامل عروض أسبوع واحد بعد إطلاق ارتفعت إلى 217500000 ₹ (3.2 مليون US $). [66] وفي اليوم الثامن، انخفض ايرادات، محققا حوالي 0750000 ₹ (US $ 11,000) صاف. وكان ايرادات الأعمال في ثمانية أيام حول 225 مليون ₹ (US 3.4 مليون $) صاف انخفض الفيلم في أسبوعه الثاني لأنها جمعت 50 مليون ₹ (US 750,000 $) - مليون ₹ 52.5 (US $ 780,000) صاف يجعلها في المرتبة الثانية لعطلة نهاية الاسبوع مع الأخذ الإجمالي لمدة أسبوعين إلى حوالي 226 مليون (US $ 3.4 مليون) صاف.

### ما وراء البحار
الفيلم جمع روبية 1.78 كرور صاف ($ 286,495) من 81 عرض في الولايات المتحدة الأمريكية، و24.22 ربية كهس ($ 39,027) من 12 عرض في كندا، و1.49 كرور (881500 درهم) في دولة الإمارات و1.10 مليار روبية (106581 £) من 49 عرض في شباك التذاكر في المملكة المتحدة في عطلة نهاية الأسبوع الأول. أداء الطريق السريع لم يصل إلى المطلوب في بلدان أجنبية أخرى مثل أستراليا ونيوزيلندا. وككل فان الفيلم حصل على 22.51 كهس (A $ 40,391) من 13 عرض في أستراليا و5.15 كهس (NZ $ 10,020) من 6 عروض في نيوزيلندا كنتيجة في نهاية الأسبوع الأول. الذي صدر في حوالي 250 عرض في الأسواق الدولية، وقد جمعت ما يقرب من 5.58 روبية كرور ($ 900,000) في شباك التذاكر في الخارج في نهاية الأسبوع الأول.

## روابط خارجية
- مقالات تستعمل روابط فنية بلا صلة مع ويكي بيانات